# 中山路 (桃園區)
中山路，為桃園市桃園區的主要道路，西與中華路 (八德區)相接，往東以中山東路 (桃園區)相接；止於福昌街。八德、桃園區界至三民路為省道台一線。

## 主要節點
- 復興路
- 三民路 (桃園區)
- 中正路 (桃園區)
- 民生路 (桃園區)

車道配置

區界─正光街 綠化分隔島
正光街─三民路  四線道  無分隔島
三民路─福昌街  二線道  無分隔島

## 沿線設施
- 衛生福利部桃園醫院
- 國道二號
- 愛買
- 武陵高中
- 桃園市政府
- 土地改革館
- 桃園市政府警察局桃園分局中路派出所